# Wadsleyite
La wadsleyite (simbolo IMA: Wds) è un minerale del gruppo dei silicati all'interno della classe dei minerali di "silicati e germanati" con la composizione chimica idealizzata Mg2[SiO4] ed è quindi chimicamente un silicato di magnesio.
È polimorfo della ringwoodite e della forsterite.

## Etimologia e storia
L'idea che l'olivina subisca trasformazioni di fase ad alta pressione risale agli esperimenti del chimico dei cristalli Victor Mordechai Goldschmidt negli anni '20 e alle considerazioni di Harold Jeffreys e John Desmond Bernal degli anni '30. Tuttavia, la prima di queste transizioni di fase, cioè quella dall'olivina alla wadsleyite, non fu dimostrata sperimentalmente fino al 1966 da Ringwood e Major. Due anni dopo, Akimoto e Sato confermarono la wadsleyite, che inizialmente era indicata come la fase β, come una fase stabile.

Il minerale prende il nome dal mineralogista Arthur David Wadsley (1918-1969).

## Classificazione
Nell'obsoleta, ma in parte ancora in uso, ottava edizione della sistematica dei minerali secondo Strunz, la wadsleyite apparteneva alla classe dei minerali dei "silicati e germanati" e lì alla sottoclasse dei "nesosilicati", dove formava il gruppo senza nome VIII/A.06 insieme alla ringwoodite.
La 9ª edizione della sistematica dei minerali secondo Strunz, valida dal 2001 e utilizzata dall'Associazione Mineralogica Internazionale (IMA), classifica la wadsleyite nella classe "9.B Sorosilicati". Questa viene ulteriormente suddivisa anche in base al tipo di formazione del gruppo silicatico, all'eventuale presenza di ulteriori anioni e alla coordinazione dei cationi coinvolti, in modo che il minerale possa essere classificato nella suddivisione "9.BE Gruppi Si2O7, con anioni aggiuntivi; cationi in coordinazione ottaedrica [6] e superiore", dove forma il gruppo senza nome 9.BE.02.
La sistematica dei minerali Dana, che è utilizzata principalmente nel mondo anglosassone, classifica la wadsleyite così come l'obsoleta 8ª edizione della sistematica Strunz nel dipartimento dei "nesosilicati", dove è l'unico membro a formare il gruppo senza nome 51.03.04 all'interno della suddivisione "Nesosilicati: gruppi SiO4 con tutti i cationi in coordinazione ottaedrica [6]".

## Abito cristallino
La wadsleyite cristallizza nel sistema ortorombico nel gruppo spaziale Imma (gruppo nº 74) con i parametri reticolari a = 5,71 Å, b = 11,47 Å e c = 3,28 Å oltre a 8 unità di formula per cella unitaria.
La wadsleyite ha una struttura a spinello modificata. Gli atomi di magnesio e silicio sono perfettamente ordinati. Esistono tre diverse posizioni del reticolo ottaedrico (M1, M2 e M3) e una posizione tetraedrica. Dei quattro diversi ioni di ossigeno nella struttura, quello in posizione O1 non è legato al silicio, ma si trova tra quattro ottaedri Mg2+.
Durante l'idrogenazione (assorbimento d'acqua), può formare un legame con uno ione idrogeno, cioè un protone, e quindi creare una lacuna di magnesio nella posizione M3. Se il contenuto d'acqua supera circa l'1,5%, le lacune M3 si dispongono in modo tale che la normale simmetria ortorombica del cristallo diminuisca a una simmetria monoclina con un angolo β fino a 90,4°.

## Modificazioni e varietà
La wadsleyite è la modifica ad alta pressione della forsterite, il membro finale contenente magnesio della serie di miscelazione dell'olivina. A differenza della modificazione-α della forsterite e della modificazione-γ della ringwoodite, la wadsleyite, nota come fase β, non ha una serie di miscelazione continua con fino al 100% di ferro al posto del magnesio.

## Origine e giacitura
La wadsleyite si trova sulla Terra principalmente nella parte superiore della zona di transizione del mantello terrestre tra circa 410 e 520 km di profondità, dove forma la fase minerale dominante. La presenza di elettroni di legame in eccesso di ossigeno nei gruppi Si2O7 della struttura cristallina di wadsleyite consente l'incorporazione relativamente facile di fino al tre percento di massa di acqua nel minerale effettivamente anidro. Questo rende la wadsleyite potenzialmente un importante serbatoio d'acqua all'interno della Terra.
Inoltre, il minerale è stato talvolta trovato come prodotto del metamorfismo delle onde d'urto nei meteoriti. Il primo campione naturale conosciuto proviene da un meteorite roccioso (una condrite) trovato vicino al fiume Peace nella provincia canadese di Alberta.
Altri meteoriti in cui è stata rilevata la wadsleyite sono il meteorite pietroso Tenham nella provincia australiana del Queensland, le condriti Boxian e Sixiangkou nelle province di Anhui e Jiangsu in Cina, il meteorite marziano ritrovato a Chassigny nel dipartimento dell'Alta Marna in Francia, la condrite carbonacea Gujba nello stato di Yobe in Niger e la condrite Dhofar 922 nel Governatorato del Dhofar in Francia. l'omonima regione del Sultanato dell'Oman.
Inoltre, la wadsleyite è stata trovata anche nelle rocce ultramafiche del complesso di Maowu nella contea di Qianshan nella provincia cinese di Anhui e nei campi di scorie del rifugio Richelsdorfer Hütte nelle omonime montagne dell'Assia in Germania.
La wadsleyite è stata anche rinvenuta in Antartide, nel Queensland in Australia, nel deserto del Sahara, nell'Oblast' di Chelyabinsk in Russia e nelle contee di De Baca e Roberts, rispettivamente nel Nuovo Messico e nel Texas (Stati Uniti).

## Forma in cui si presenta in natura
La wadsleyite cristallizza nel sistema cristallino ortorombico, ma sviluppa solo aggregati microcristallini con granulometrie fino a un massimo di 5 μm. Con un assorbimento d'acqua superiore all'1,5%, la wadsleyite cambia il suo sistema cristallino e diventa monoclina.
Nella sua forma pura, la wadsleyite è quasi incolore e trasparente. Nelle wadsleyiti presenti in natura, tuttavia, fino al 30% degli ioni Mg2+ può essere sostituito da ioni Fe2+, facendo assumere al minerale un colore verde scuro.